# Fastboot
 (décembre 2024).
Si vous disposez d'ouvrages ou d'articles de référence ou si vous connaissez des sites web de qualité traitant du thème abordé ici, merci de compléter l'article en donnant les références utiles à sa vérifiabilité et en les liant à la section « Notes et références ».
 (décembre 2024).
La mise en forme du texte ne suit pas les recommandations de Wikipédia : il faut le « wikifier ».
Les points d'amélioration suivants sont les cas les plus fréquents. Le détail des points à revoir est peut-être précisé sur la page de discussion.
- Les titres sont pré-formatés par le logiciel. Ils ne sont ni en capitales, ni en gras.
- Le texte ne doit pas être écrit en capitales (les noms de famille non plus), ni en gras, ni en italique, ni en « petit »…
- Le gras n'est utilisé que pour surligner le titre de l'article dans l'introduction, une seule fois.
- L'italique est rarement utilisé : mots en langue étrangère, titres d'œuvres, noms de bateaux, etc.
- Les citations ne sont pas en italique mais en corps de texte normal. Elles sont entourées par des guillemets français : « et ».
- Les listes à puces sont à éviter, des paragraphes rédigés étant largement préférés. Les tableaux sont à réserver à la présentation de données structurées (résultats, etc.).
- Les appels de note de bas de page (petits chiffres en exposant, introduits par l'outil «  Source ») sont à placer entre la fin de phrase et le point final[comme ça].
- Les liens internes (vers d'autres articles de Wikipédia) sont à choisir avec parcimonie. Créez des liens vers des articles approfondissant le sujet. Les termes génériques sans rapport avec le sujet sont à éviter, ainsi que les répétitions de liens vers un même terme.
- Les liens externes sont à placer uniquement dans une section « Liens externes », à la fin de l'article. Ces liens sont à choisir avec parcimonie suivant les règles définies. Si un lien sert de source à l'article, son insertion dans le texte est à faire par les notes de bas de page.
- La présentation des références doit suivre les conventions bibliographiques. Il est recommandé d'utiliser les modèles {{Ouvrage}}, {{Chapitre}}, {{Article}}, {{Lien web}} et/ou {{Bibliographie}}. Le mode d'édition visuel peut mettre en forme automatiquement les références.
- Insérer une infobox (cadre d'informations à droite) n'est pas obligatoire pour parachever la mise en page.

Pour une aide détaillée, merci de consulter Aide:Wikification.
Si vous pensez que ces points ont été résolus, vous pouvez retirer ce bandeau et améliorer la mise en forme d'un autre article.
Fastboot est un protocole de communication utilisé principalement avec les appareils Android. Il est implémenté dans un outil d'interface de ligne de commande du même nom et comme mode du chargeur de démarrage des appareils Android. L'outil est inclus dans le package Android SDK et utilisé principalement pour modifier le système de fichiers flash via une connexion USB à partir d'un ordinateur hôte. Il nécessite que l'appareil soit démarré en mode Fastboot. Si le mode est activé, il acceptera un ensemble spécifique de commandes, envoyées via des transferts USB en masse. Fastboot sur certains appareils permet de déverrouiller le chargeur de démarrage et, par la suite, d'installer une image de récupération personnalisée et une ROM personnalisée sur l'appareil. Fastboot ne nécessite pas que le débogage USB soit activé sur l'appareil. Pour utiliser fastboot, une combinaison spécifique de touches doit être maintenue enfoncée pendant le démarrage.
Tous les appareils Android ne disposent pas du protocole Fastboot activé, et les fabricants d'appareils Android sont autorisés à choisir s'ils souhaitent implémenter Fastboot ou un autre protocole.

## Touches enfoncées
Les touches qui doivent être pressées pour un démarrage rapide diffèrent selon les fournisseurs.
- HTC, Google Pixel et Xiaomi : éteindre et baisser le volume
- Appareils Zebra et symboles : bouton de numérisation/action droit
- Sony : Allumez et augmentez le volume
- Google Nexus : Marche/Arrêt, volume haut et volume bas

Sur les appareils Samsung (à l'exception des appareils Nexus S et Galaxy Nexus), les boutons d'alimentation, de réduction du volume et d'accueil doivent être enfoncés pour accéder au mode ODIN. Il s'agit d'un protocole propriétaire et d'un outil, comme alternative au démarrage rapide. L'outil dispose d'une alternative partielle.

## Commandes
Certaines des commandes fastboot les plus couramment utilisées incluent :
- flash – réécrit une partition avec une image binaire stockée sur l’ordinateur hôte.
- déverrouillage par flashage/déverrouillage OEM *** – déverrouille un chargeur de démarrage verrouillé OEM pour le flashage de ROM personnalisées/non signées. Le *** est une clé de déverrouillage spécifique à l'appareil.
- verrouillage clignotant/verrouillage OEM *** – verrouille un chargeur de démarrage OEM déverrouillé.
- effacer – efface une partition spécifique.
- reboot – redémarre l'appareil soit dans le système d'exploitation principal, soit dans la partition de récupération du système, soit dans son chargeur de démarrage.
- périphériques – affiche une liste de tous les périphériques (avec le numéro de série) connectés à l'ordinateur hôte.
- format – formate une partition spécifique ; le système de fichiers de la partition doit être reconnu par le périphérique.
- oem device-info – vérifie l’état du chargeur de démarrage.
- getvar all – affiche toutes les informations sur l'appareil (IMEI, version du chargeur de démarrage, état de la batterie, etc.).